# Лувиер
Лувиер (на френски: La Louvière) е град в Югозападна Белгия, окръг Соани на провинция Ено. Населението му е около 77 200 души (2006).

## Известни личности
Родени в Лувиер
- Гюстав Боел (1837-1912), предприемач и политик

Починали в Лувиер
- Морис Гревис (1895-1980), езиковед